# No Time for Tears
No Time for Tears is een nummer van de Britse dj Nathan Dawe en de Britse meidengroep Little Mix uit 2020.
"No Time for Tears" is een housenummer dat gaat over de nasleep van een scheiding. De liedvertellers realiseren zich treuren niet helpt, maar dat ze beter kunnen genieten van het leven zonder hun ex. Het nummer werd een bescheiden hit op de Britse eilanden en bereikte de 19e positie in het Verenigd Koninkrijk. In Nederland had het nummer minder succes met een 18e positie in de Tipparade.

## Tracklijst
Muziekdownload
1. "Lonely" - 2:29